# Ming-Gräber

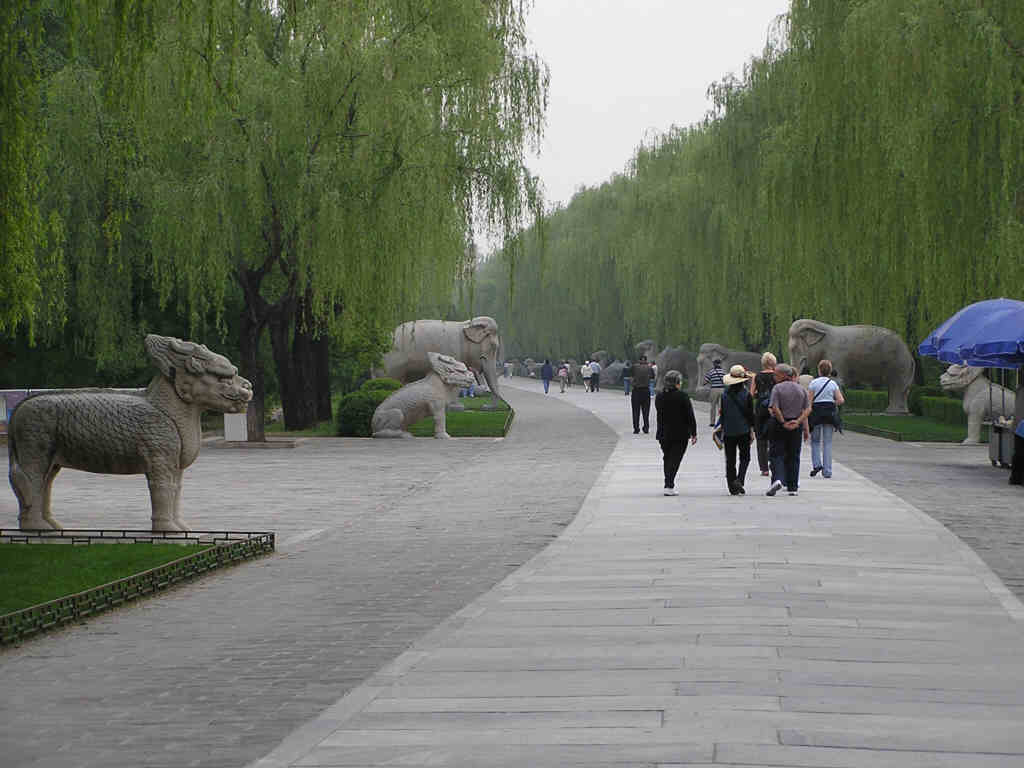
Der „Weg der Seelen“ in Richtung der Kaisergräber

Die Ming-Gräber (chinesisch 明朝十三陵, Pinyin Míngcháo Shísān Líng – „Dreizehn Gräber der Ming-Dynastie“) sind eine Begräbnisstätte von Kaisern der chinesischen Ming-Dynastie, die sich etwa 50 km von Chinas Hauptstadt Peking entfernt am Fuße des Berges Tianshou befinden. 13 der 16 Ming-Kaiser sind hier begraben.

## Geschichte und Anlage
Angelegt wurde die Anlage 1409 von Kaiser Yongle, der auch die Verbotene Stadt in Peking bauen ließ. Nach dem Tod seiner Frau zwei Jahre zuvor wählte er diesen Bereich als Ort für sein Changling-Mausoleum aus. Das Changling ist die größte Grabanlage der Ming-Gräber und gehört zu den imposantesten Kaisergräbern der chinesischen Geschichte. Fertiggestellt wurde die erste Anlage 1427. Bis zum Zusammenbruch der Ming-Dynastie 1644 wurden hier 13 Ming-Kaiser begraben. Weiterhin gibt es sieben Grabkammern kaiserlicher Konkubinen und die eines Eunuchen.
Die gesamte Anlage hat eine Fläche von 80 km², die jedoch nicht als eine Anlage, sondern eher als einzelne Gräber am Fuße des Berges Tianshou zu verstehen sind.

## Bedeutung
Im Jahr 2003 wurden die Ming-Gräber zusammen mit den Qing-Gräbern in die UNESCO-Liste des Weltkultur- und Naturerbes der Menschheit aufgenommen. Die UNESCO begründen dies mit fünf Kriterien: die Ming-Gräber seien ein meisterhaftes Beispiel der Integration von Architektur und natürlicher Umgebung; sie repräsentierten die Weiterentwicklung früherer Kunstformen in der Ming-Zeit; sie seien hervorragende Zeugnisse einer kulturellen und architektonischen Tradition, welche über 500 Jahre diese Region der Welt geprägt habe; die Verbindung zwischen Architektur und Natur forme eine einmalige Kulturlandschaft; die Gräber illustrierten die Weltsicht, den Glauben und die geomantischen Prinzipien des feudalen Chinas.
Heute sind die Gräber ein beliebtes Ausflugsziel für Touristen. Zu besichtigen sind dabei der sogenannte Seelenweg, das Zhaoling-Grab und das Changling-Grab (beide nur oberirdisch zu besichtigen) sowie das Dingling-Grab (auch Besuch der unterirdischen Grabkammer möglich). Zu erreichen sind die Gräber mit der U-Bahn.

## Ding Ling
Die heute am stärksten frequentierte Grabstätte der Ming-Gräber ist Ding Ling, das Grab des Kaisers Wanli (Lage). Er war der 13. Kaiser der Ming-Dynastie und regierte 1572 bis 1620. Seine Grabanlage liegt östlich des Berges Dayu. Zusammen mit ihm sind dort seine zwei Frauen beerdigt. Mit dem Bau von Ding Ling wurde im November 1584 begonnen, fertiggestellt wurde das Mausoleum im Juni 1590. Die gesamte Grab-Anlage ist 180000 m² groß und besteht aus einem großen Vorplatz und der unterirdischen Grabkammer, die aus fünf Hallen besteht. Ding Ling war die erste Grabanlage der Ming-Gräber, die freigelegt und für die Öffentlichkeit zugänglich gemacht wurde.

### Vorplatz
Der Vorplatz der Grabanlage beginnt mit dem Grabtor und ist von da aus (wie die meisten Anlagen dieser Art) in einer Achse gradlinig bis zum Eingang der Grabkammer angelegt. An diesem Tor beginnt auch ein gerader Weg, der von hier aus bis zur Grabkammer führt. Die gesamte Anlage ist durch eine Mauer eingefasst worden. Hinter dem Grabtor folgt zunächst ein Platz, durch die Außenmauern begrenzt. Eine horizontale Mauer beschreibt zudem das Ende dieses Platzes, als Durchgang zur weiteren Anlage diente das Ling'En-Tor, von dem jedoch nur noch das Fundament zu sehen ist. Dasselbe gilt für die Ling'En-Halle, bei der auch nur noch die Ansätze der Säulen erkennbar sind, die sie getragen haben. Es folgt ein weiteres Tor, das Tor der Sternenanbetung (Xing Ling Men). Von hier aus geht es auf den Turm der Seelen zu, der etwas erhöht auf einer Terrasse steht. Von dieser Terrasse aus beginnt auch eine kreisrunde Mauer, die den gesamten Hügel, in dem sich die Grabkammer befindet einrahmt. Der Eingang zur unterirdischen Kammer befindet sich auf der Rückseite.

### Grabkammer

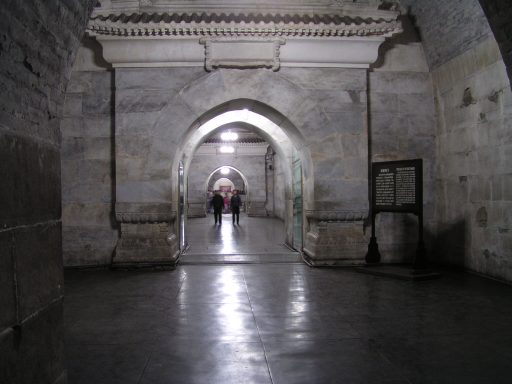
Teile der Grabkammer Dingling.

Die Grabkammer besteht aus fünf Hallen, der vorderen, mittleren, hinteren, linken und rechten Halle, die kreuzförmig angeordnet sind. Die drei Särge von Wanli und seinen Gemahlinnen wurden in der hinteren Halle gefunden. Heute werden dort jedoch nur deren Nachbildungen ausgestellt. In den anderen Hallen wurden kostbare Grabbeigaben in unzähligen Truhen und die Throne der Herrscher gefunden.

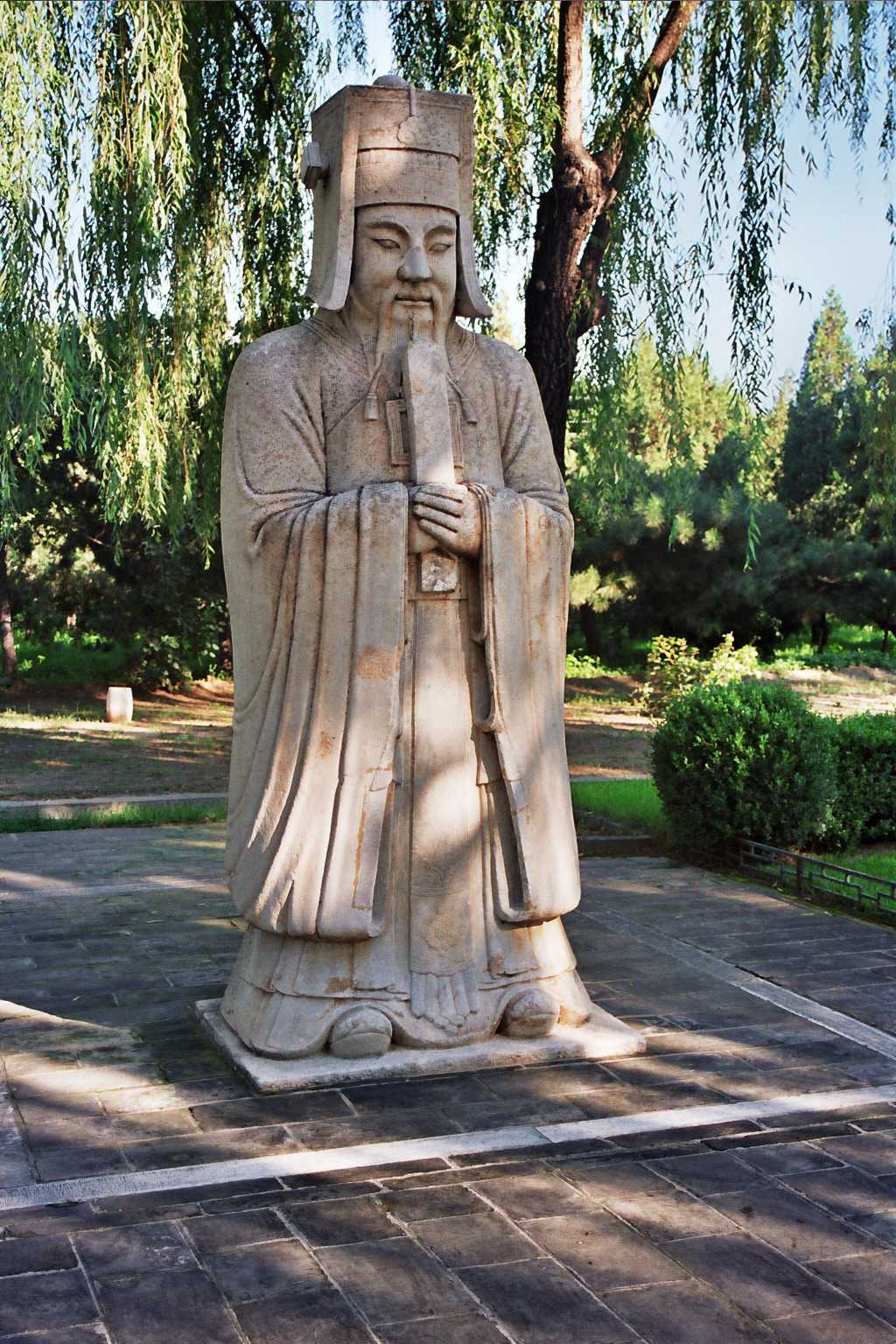
Statue eines Ming-Beamten.
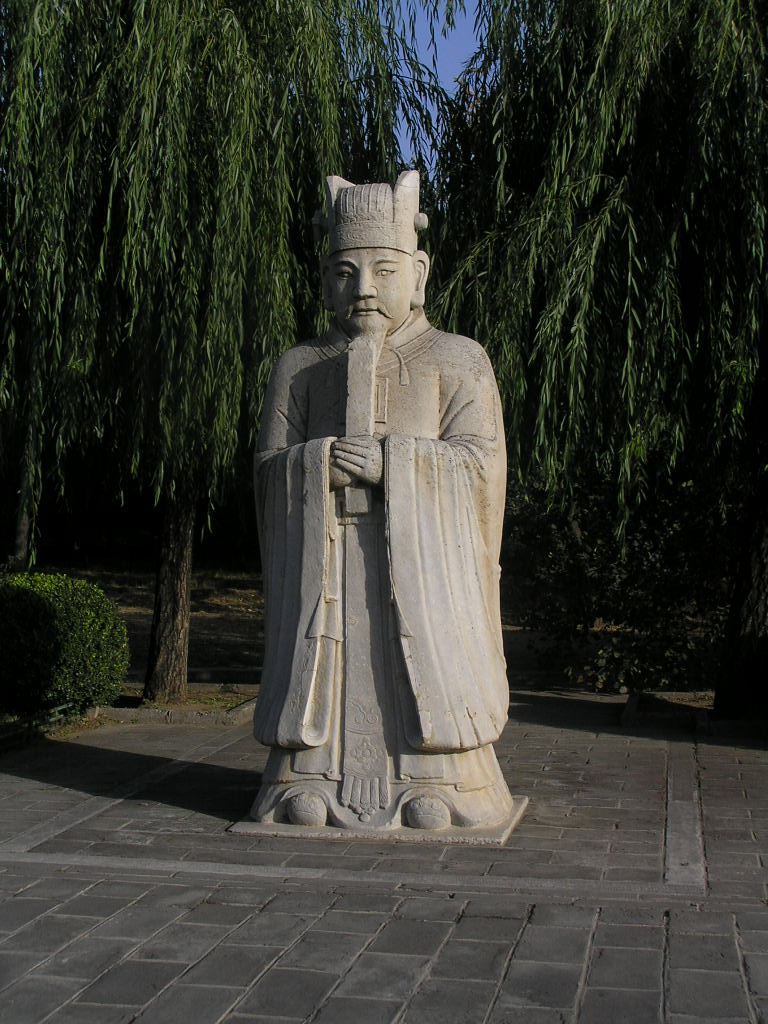
Weitere Figur auf dem Weg der Seelen.
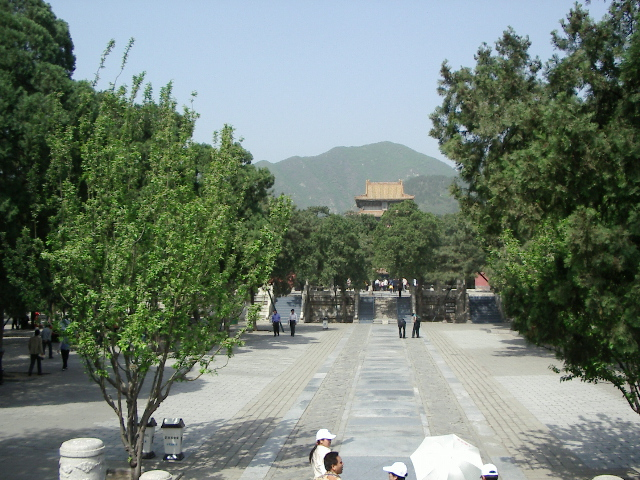
Das Dingling.
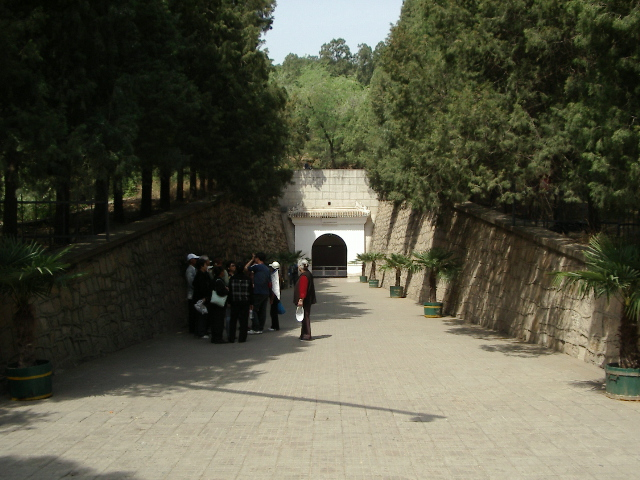
Der Ausgang des unterirdischen Grabmals Dingling.
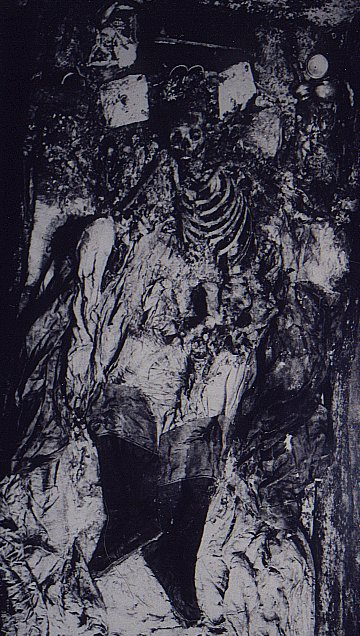
Der Leichnam des Wanli-Kaisers nach der Graböffnung.
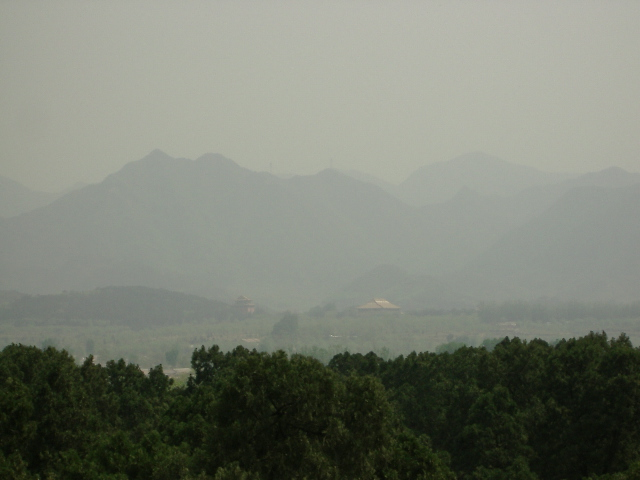
Blick über das Areal der Ming-Gräber.
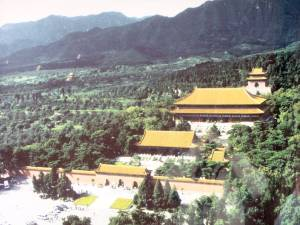
Das Changling des Yongle-Kaisers.
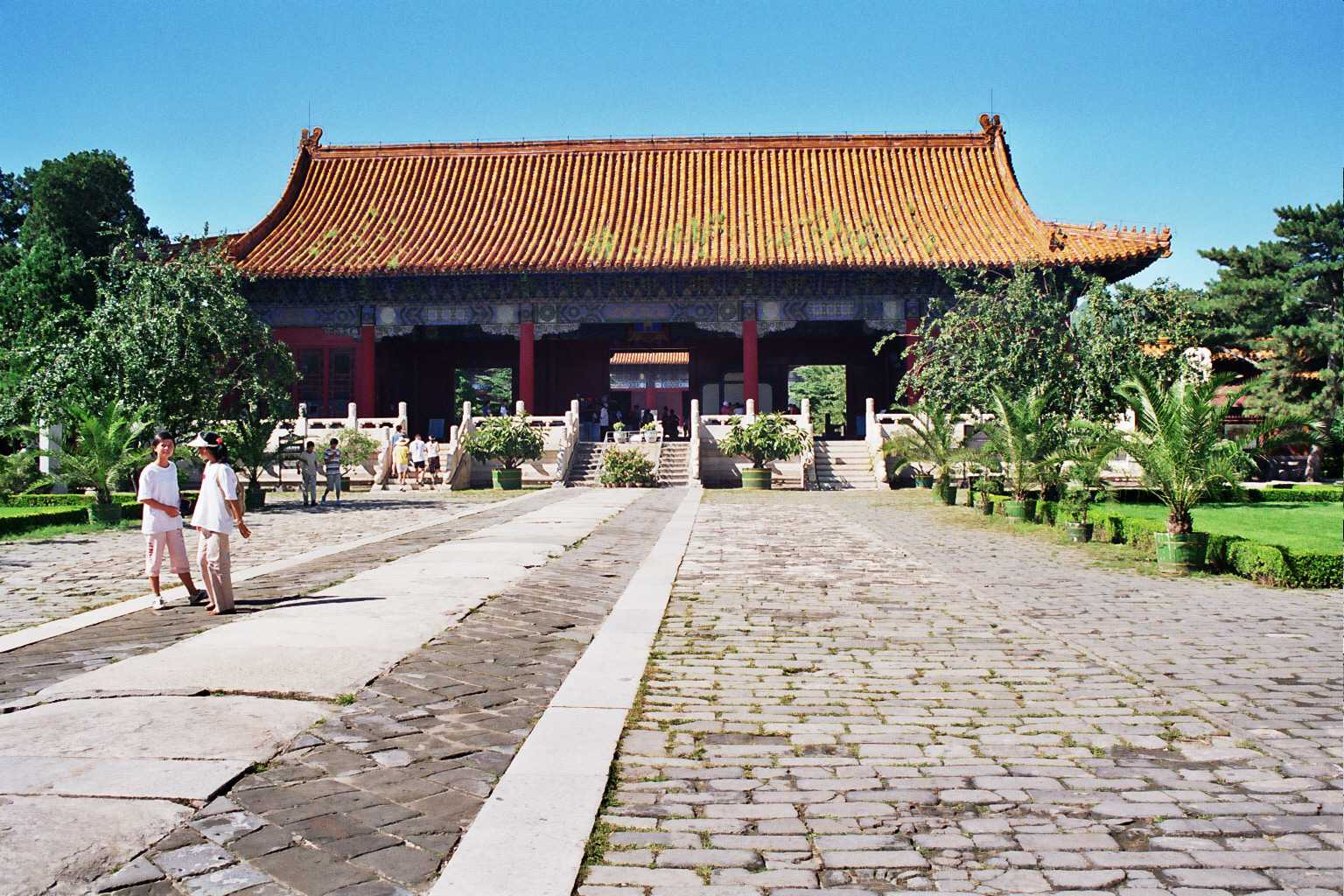
Tor im Areal des Changling.